# 臭化亜鉛
臭化亜鉛（しゅうかあえん、英: Zinc bromide）は、亜鉛の臭化物で、化学式はZnBr2で表される。

## 用途
ルイス酸として有機化学の分野で用いられるほか、放射線の遮蔽、クリスタル・ガラスの透明性の調整、二次電池の製造などに使用される。

## 危険性
不燃性であるが、分解点以上に熱すると臭素と酸化亜鉛に分解する。潮解性があり、水との接触により発熱する。皮膚への腐食性があり、吸入あるいは眼に入ることにより、粘膜を損傷する。経口摂取した場合には腹痛や嘔吐、昏睡、麻痺などの症状が生じることがある。